# Cinnamomum areolatum
Cinnamomum areolatum là loài thực vật có hoa trong họ Nguyệt quế. Loài này được (Lundell) Kosterm. miêu tả khoa học đầu tiên năm 1961.